# Eva Engström
Herta Eva Viktoria Engström, född Engström Falk den 24 december 1933 i Härnösand, död den 6 september 2018 i Stockholm, var en svensk skådespelare, regissör, manusförfattare och författare.
Engström studerade vid Dramatens elevskola 1956–1959 samt Dramatiska Institutets filmkurs. Hon filmdebuterade 1959. Eva Engström är begravd på Skogskyrkogården i Stockholm.

## Filmografi
Roller
- 1959 – Raggare!
- 1969 – Blanco Posnets hängning
- 1981 – Antigone
- 1983 – Spegelbilden
- 1986 – Studierektorns sista strid
- 1990 – Kaninmannen
- 1996 – Den försvunne
- 1998 – Rederiet (TV-serie) (som nunna, Syster Hanna)
- 2001 – Heja Björn (TV-serie)
- 2006 – Vanya vet
- 2009 – Du är makalös!

Regi
- 1973 – Pärlfiskaren
- 1977 – Ett tecken
- 1981 – Antigone
- 1983 – Efter syndafloden
- 1983 – Spegelbilden
- 1996 – Den försvunne

Manus
- 1977 – Ett tecken
- 1983 – Spegelbilden
- 1996 – Den försvunne

## Teater

### Roller (ej komplett)
| År   | Roll                 | Produktion                                                      | Regi                 | Teater                 |
| ---- | -------------------- | --------------------------------------------------------------- | -------------------- | ---------------------- |
| 1959 | Sybehörstanten       | Tyst i huset, eller Trasslet som blev värre Per Edström         | Per Edström          | Dramaten               |
| 1960 | Julia, Lornas syster | Tuppen (Cock A Doodle Dandy) Seán O'Casey                       | Lars-Levi Laestadius | Stockholms stadsteater |
| 1961 | Anja, Ljubovs dotter | Körsbärsträdgården (Вишнёвый сад, Visjnjovyj sad) Anton Tjechov | Bengt Ekerot         | Stockholms stadsteater |
| 1961 | Irene                | Lysistrate (Λυσιστράτη, Lysistrátē) Aristofanes                 | Hans Dahlin          | Stockholms stadsteater |
| 1964 | Habiba               | Skärmarna (Les Paravents) Jean Genet                            | Per Verner-Carlsson  | Stockholms stadsteater |
| 1965 | Mechthild            | Stienz Hans Günter Michelsen                                    | Sten Lonnert         | Stockholms stadsteater |
| 1965 | Den mystiska damen   | Isabella (Isabella, tre caravelle e un cacciaballe) Dario Fo    | Frank Sundström      | Stockholms stadsteater |
| 1968 | Beatrice             | De fyra årstiderna (Four Seasons) Arnold Wesker                 | Lars-Levi Læstadius  | Marsyasteatern         |